# خوان فرنسيسكو
خوان فرنسيسكو هو لاعب كرة قاعدة دومينيكاني، ولد في 24 يونيو 1987 في بوناو في جمهورية الدومينيكان.

## وصلات خارجية
- خوان فرنسيسكو على موقع دوري كرة القاعدة الرئيسي (الإنجليزية)
- خوان فرنسيسكو على موقع الدوري الياباني لكرة القاعدة (الإنجليزية)
- خوان فرنسيسكو على موقعبيزبول رفرنس.كوم (الدوري الرئيسي) (الإنجليزية)
- خوان فرنسيسكو على موقعبيزبول رفرنس.كوم (الدوري الثانوي) (الإنجليزية)
- خوان فرنسيسكو على موقع إي إس بي إن.كوم (أم.أل.بي) (الإنجليزية)
- خوان فرنسيسكو على موقع أوليمبيديا (الإنجليزية)